# Дезен, Клод Андре
Клод Андре Дезен  (фр. Claude-André Deseine; 1740[…], Париж — 30 декабря 1823[…], Жантийи) — французский глухой скульптор-якобинец, известный серией терракотовых бюстов выдающихся деятелей Французской революции.

## Биография
Родился в 1740 году в Париже в семье плотника, единственный из восьми детей страдал глухотой. В 1778 году поступил в Королевскую академию живописи и скульптуры вместе со своим младшим братом, Луи Пьером Дезеном (1749—1822), где стал учеником Огюстена Пажу. На одном из конкурсов академии работа Клода Андре Дезена получила третье место. По этой причине его иногда называют первым глухим французским скульптором, получившим академическое признание. 
В годы Великой французской революции пути братьев-скульпторов Дезен разошлись. В отличие от брата Луи Пьера, крайнего монархиста, Клод Андре уже в 1789 году вступил в якобинский клуб и оставался его членом вплоть до 1794 года. В 1791 году он выполнил бюст Мирабо, за которым последовали бюсты Робеспьера и других революционеров.
17 февраля 1793 года Жорж Дантон, заплатив Дезену связку ассигнаций, отправился с ним ночью на парижское кладбище Сен-Катрин, где они, при помощи сторожа, выкопали тело незадолго до этого умершей жены Дантона. Открыв гроб, Дантон осыпал тело жены поцелуями, умолял простить его измены, после чего Дезен изготовил слепок с лица умершей и на его основе изваял её посмертный бюст. Таким образом Дантон хотел извиниться перед своей женой и сохранить её красоту для потомков. Бюст был выставлен публично, причём обстоятельства его создания стали известны и это вызвало чудовищный скандал. 
В наполеоновские и последующие годы Клод Андре Дезен уже довольно мало работал, как скульптор. Дезен скончался в небольшом пансионе в Жантии в 1823 году.

## Галерея

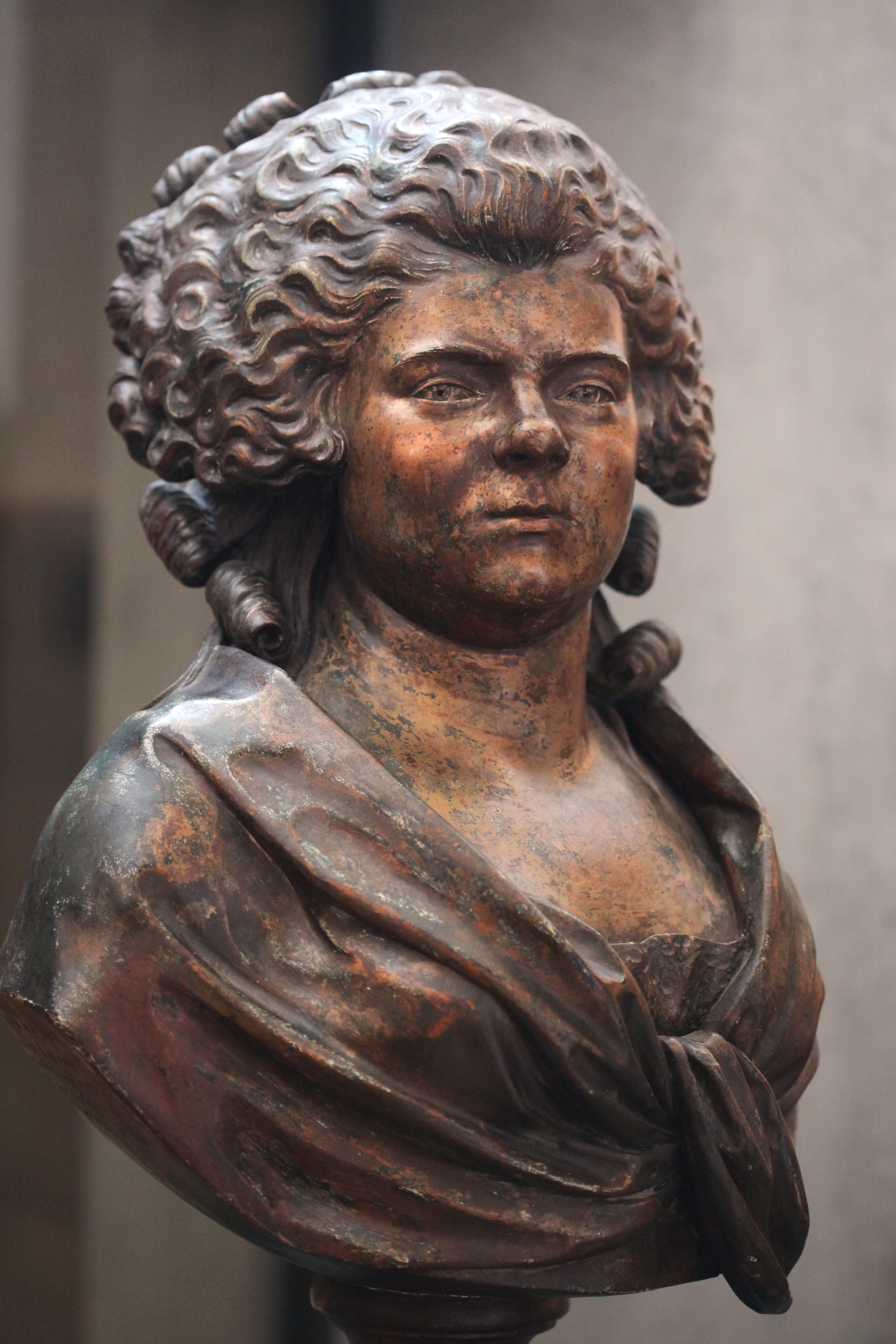
Бюст Антуанетты-Габриэллы Дантон, супруги Жоржа Дантона. Музей французской революции, Визий.
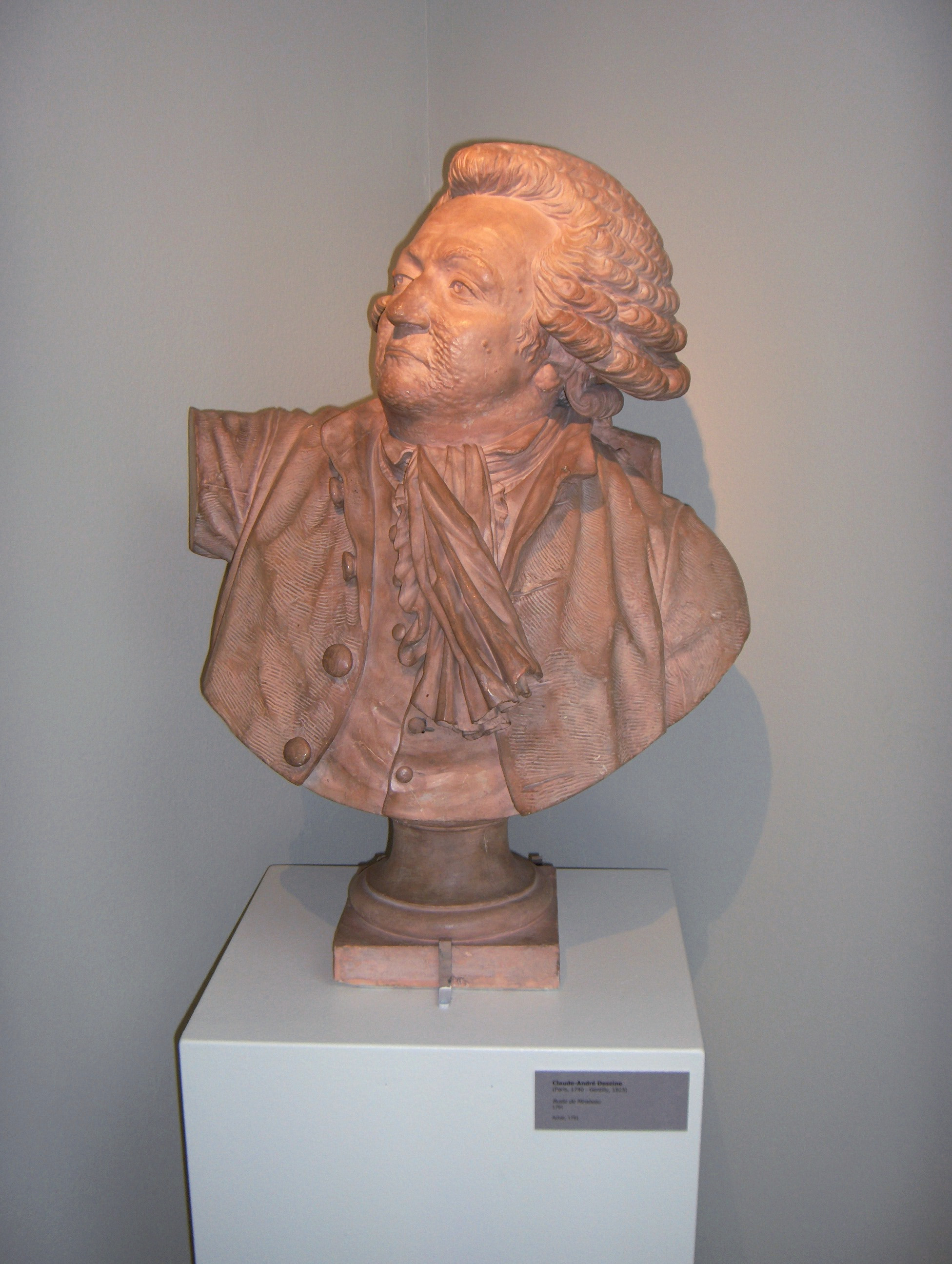
Бюст Мирабо, Музей изящных искусств Ренна.
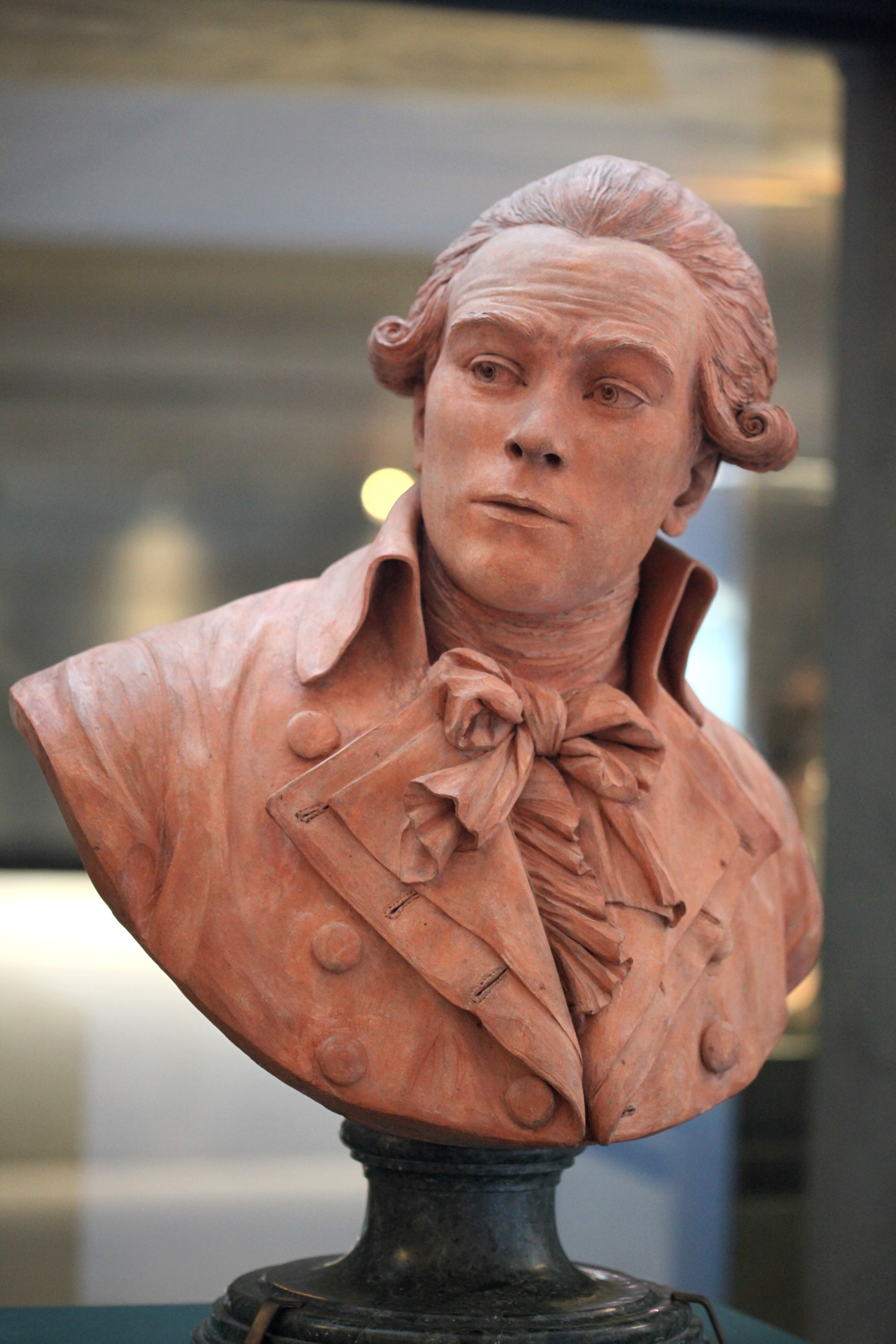
Бюст Робеспьера. Музей французской революции, Визий.
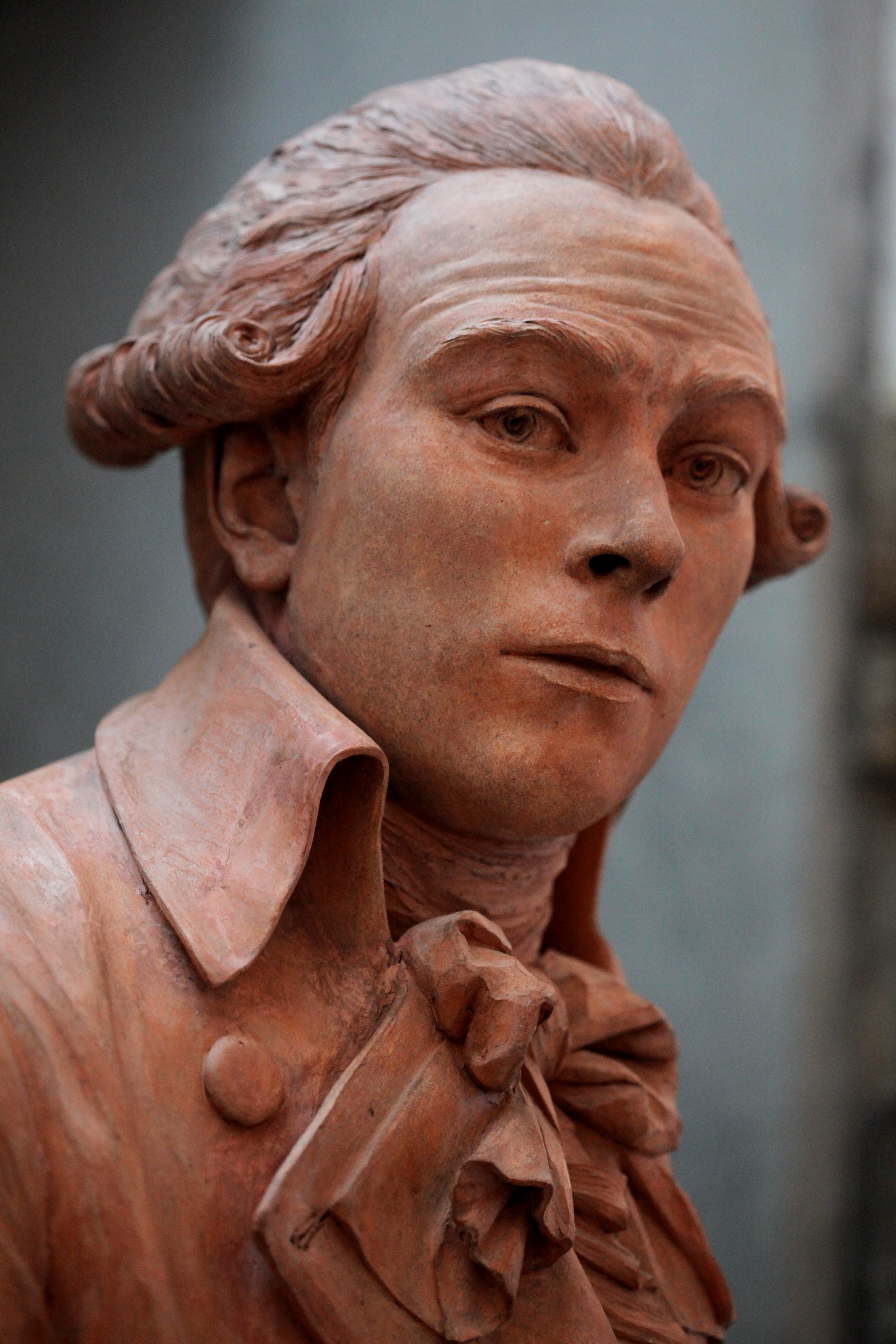
Бюст Робеспьера с другого ракурса.
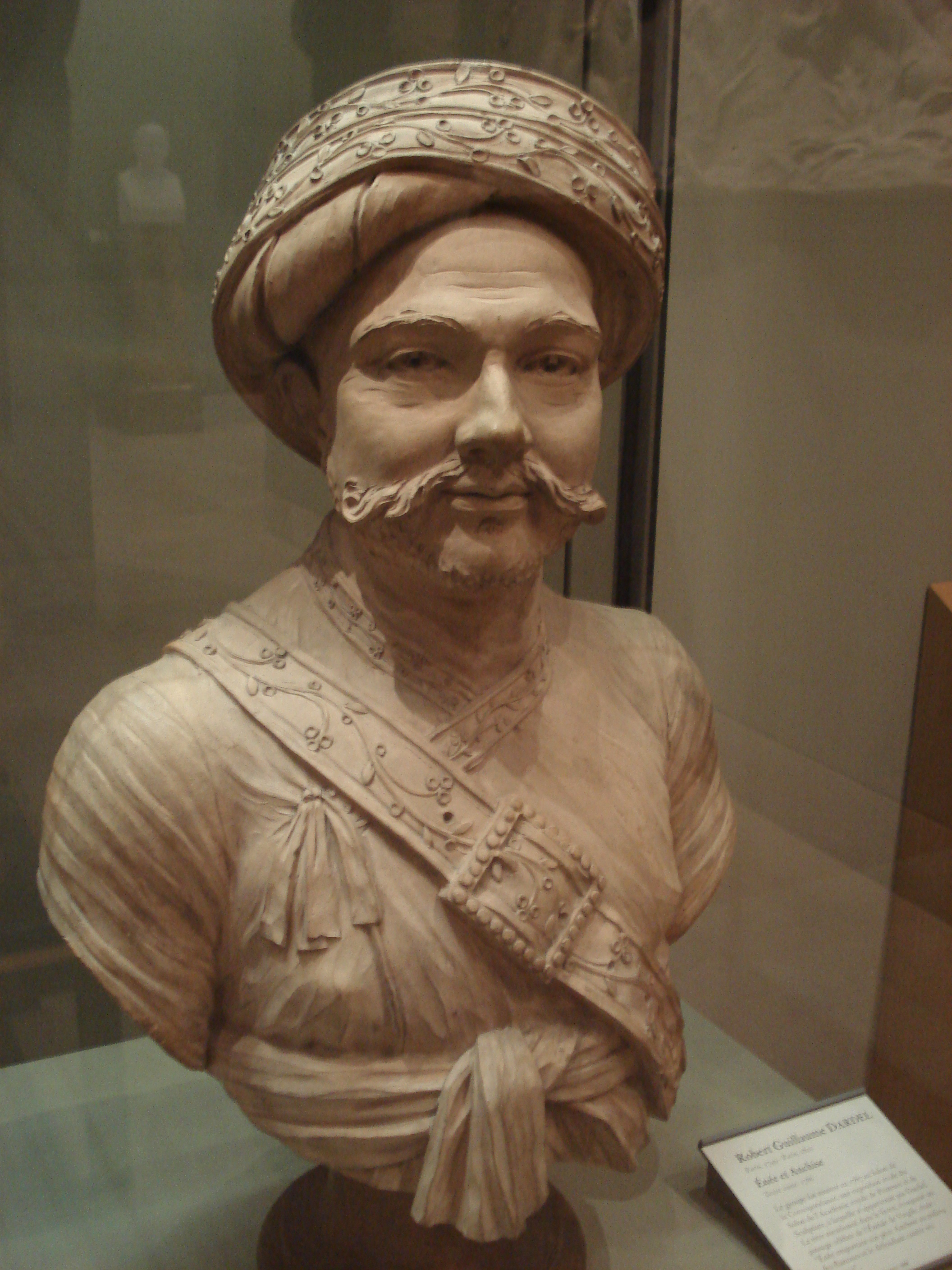
Бюст индийца Мохаммеда Осман-Хана. Лувр.
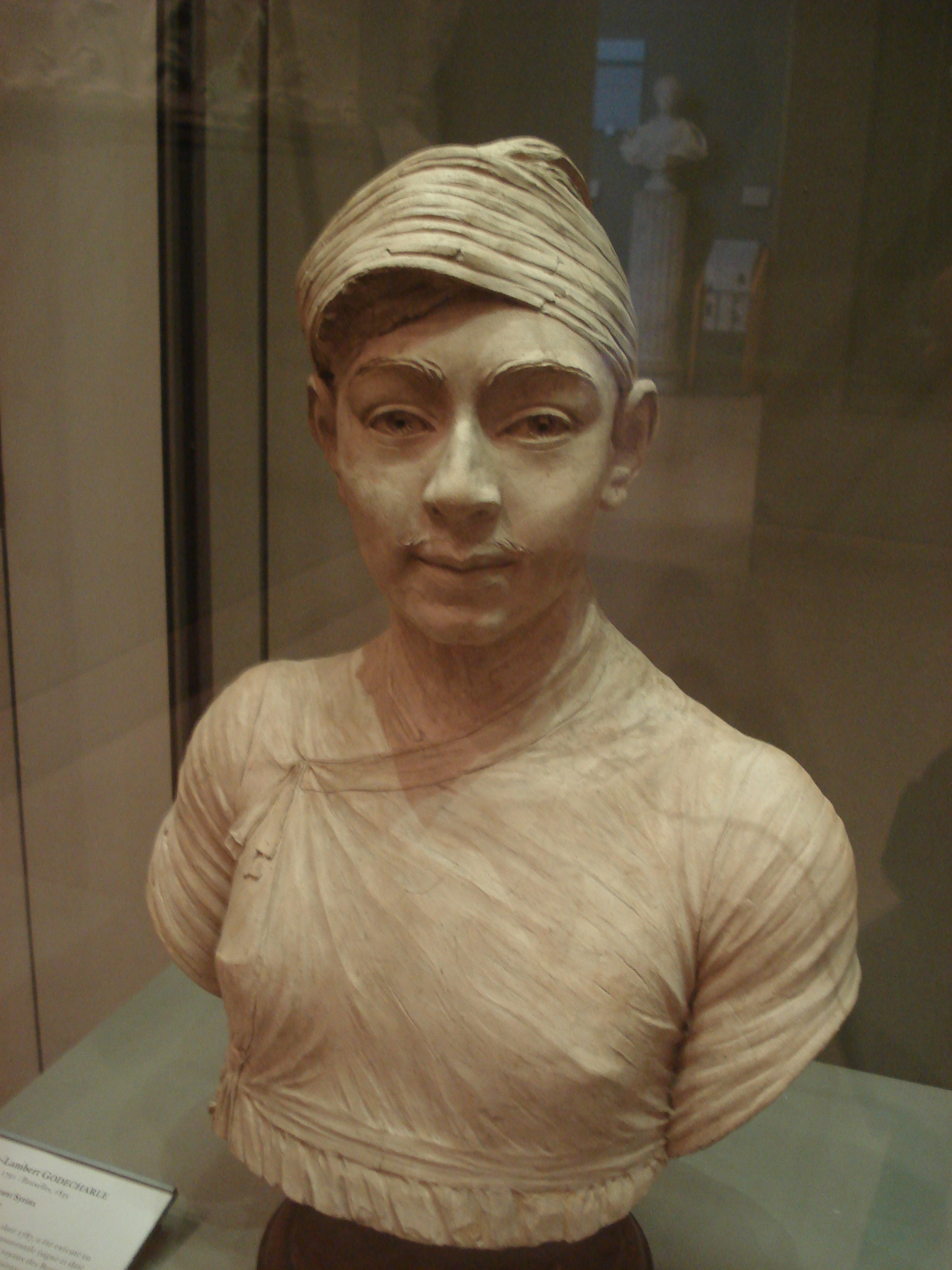
Бюст племянника Мохаммеда Осман-Хана. Лувр.